# Cadière (fleuve côtier)
Pour les articles homonymes, voir Cadière.
La Cadière est un fleuve côtier qui coule dans le département français des Bouches-du-Rhône, en région Provence-Alpes-Côte d'Azur, et se jette dans l'étang de Bolmon, proche de l'étang de Berre.

## Géographie

### Source
La Cadière naît dans le vallon de l'Infernet, à la limite des communes des Pennes-Mirabeau et de Vitrolles, au sud-ouest des plaines d'Arbois. Bien que la source soit localisée à près de 166 mètres d'altitude par le SANDRE, la quasi-totalité du cours d'eau provient de la source de l'Infernet, située au centre du vallon, à 99 mètres d'altitude.
La source de l'Infernet est une exurgence : les eaux d'infiltration du plateau de l'Arbois retenues par une couche calcaire plus dure ressortent à l'air libre là où cette couche est découverte au pied du plateau. Cette origine donne à la Cadière-Infernet un débit d'emblée important et relativement régulier, au contraire de la majorité des cours d'eau méditerranéens soumis à l'irrégularité des précipitations.
Autour de la source, divers ruissellements alimentent le ruisseau de manière épisodique, en quantité globalement négligeable.

### Cours

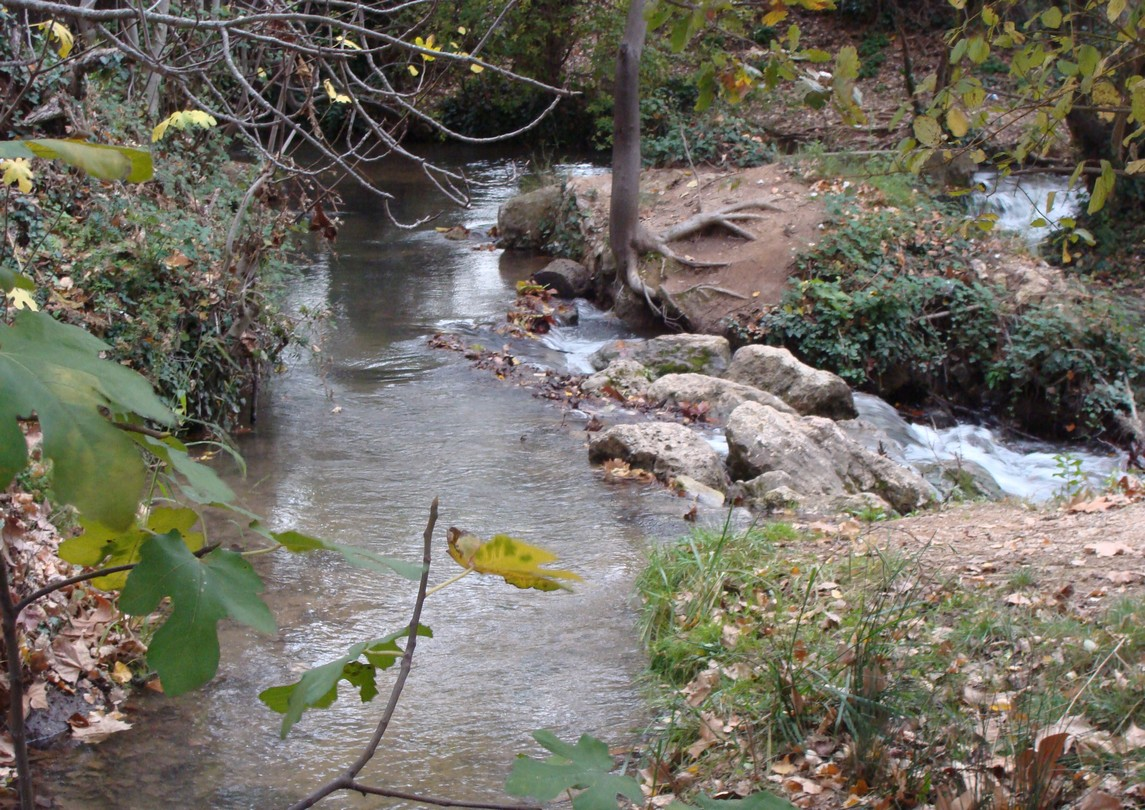
La Cadière aux Prés-de-Croze (commune de Vitrolles)

Depuis la source, la Cadière se dirige vers le sud en suivant la limite des communes des Pennes-Mirabeau et de Vitrolles, puis vers l'ouest, traverse Saint-Victoret, s'oriente vers le sud-ouest pour traverser Marignane, et enfin vers le nord-ouest avant de se jeter dans l'étang de Bolmon. Le SANDRE prolonge son cours à travers l'étang de Bolmon jusqu'à la bourdigue de Châteauneuf, qui fait communiquer l'étang de Bolmon avec l'étang de Berre. La longueur de son cours est alors de 12,9 km, dont moins de 10 en eau vive (de la source de l'Infernet à l'étang de Bolmon).
N'étant pas affluent d'un autre cours d'eau, la Cadière peut prétendre au statut de fleuve côtier.

### Communes et cantons traversés

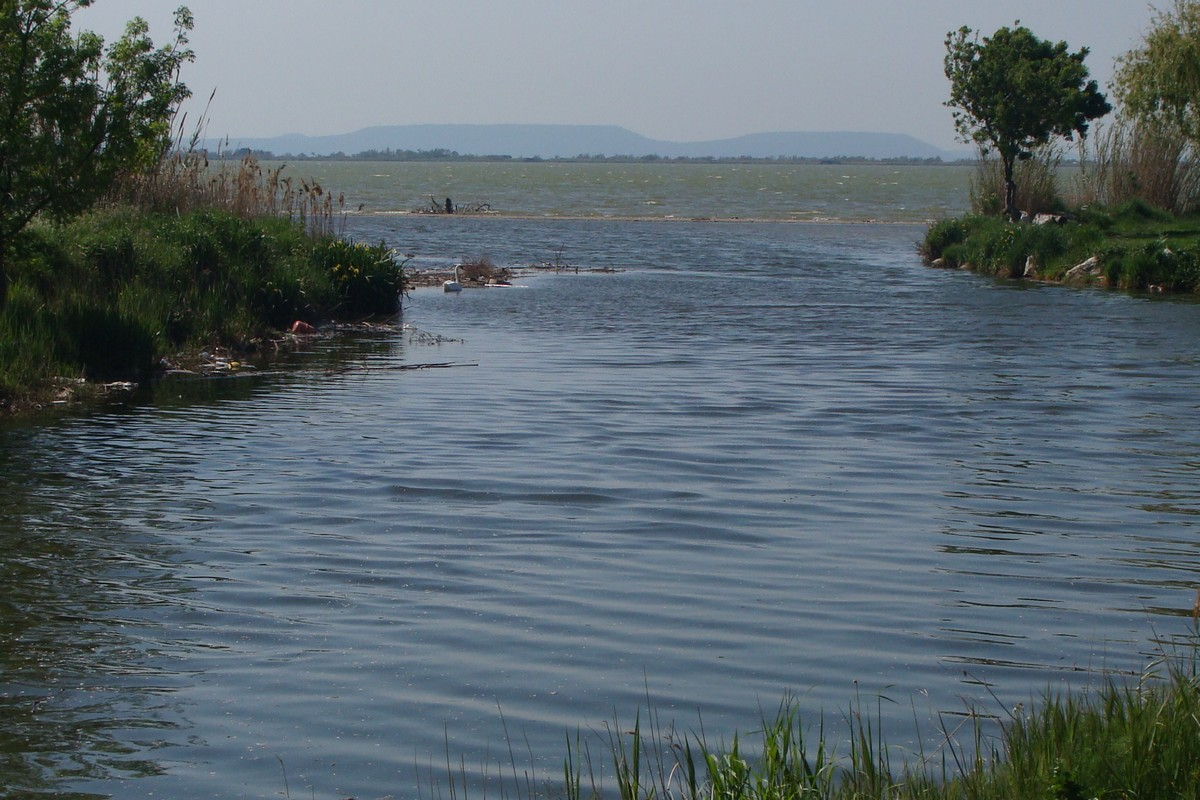
L'embouchure de la Cadière, à Marignane

Dans le département des Bouches-du-Rhône et de l'amont vers aval, la Cadière arrose quatre communes : Les Pennes-Mirabeau, Vitrolles, Saint-Victoret et Marignane.
En termes de canton, la Cadière prend sa source sur le canton de Gardanne, traverse le canton de Vitrolles et conflue sur le canton de Marignane, le tout dans les arrondissements d'Aix-en-Provence et d'Istres.

### Organisme gestionnaire
L'organisme gestionnaire est Menelik, l'établissement public dédié à la prévention du risque inondation et à la préservation des milieux aquatiques des bassins de l’Arc, de la Cadière, de la Touloubre et du pourtour de Berre. Il remplace l'ancien Syndicat intercommunal d'aménagement du ruisseau de la Cadière (SIARC). Le syndicat mixte GIPREB suit quant à lui l'écologie de l'étang de Berre.

## Affluents
La Cadière a trois affluents référencés par le SANDRE. De l'amont vers l'aval :
- la Marthe (rg)[note 1], 4 km, entièrement sur les Pennes-Mirabeau[3].
- le Bondon, ou ruisseau de la Frescoule (rd), 7,6 km, entièrement sur Vitrolles[4],[note 2],
- le Raumartin, ou Merlançon (rg), 10 km, qui prend sa source aux Pennes-Mirabeau et conflue à Marignane[5].

## Hydrologie
Son bassin versant est de 73 km2 pour un débit annuel compris entre 20  et   45 millions de mètres cubes,.
Le débit de la source de l'Infernet est relativement constant, autour de 350 litres par seconde. Il peut atteindre jusqu'à 900 litres par seconde, mais n'a jamais été mesuré à moins de 135 litres par seconde.
À l'embouchure, le débit de la Cadière est de l'ordre de 1 m3/s .

## Aménagements et écologie
Sur le cours supérieur de la Cadière (l'Infernet) les berges ont été consolidées et des seuils aménagés pour améliorer le cours d'eau et favoriser l'halieutique. La partie haute est une réserve de pêche, et plus bas le ruisseau est classé en cours d'eau de deuxième catégorie, géré par l'Association de Pêche de l’Infernet-Cadière.
Plusieurs dérivations ont été créées pour utiliser l'eau de la Cadière. Deux sont en service dans le quartier de Croze, et une autre alimente en eau le lac de la Tuilière.
La commune de Vitrolles a aménagé sur la rive droite de la Cadière un sentier de promenade, dit « chemin vert », qui remonte de l'avenue Jean-Monnet (le Petit Lac) jusqu'à la source de l'Infernet, en traversant notamment les « Prés de Croze ». Il est rejoint par le GR 2013, qui poursuit sur le plateau.